# Aeroportul Karumba
Aeroportul Karumba (IATA: KRB, ICAO: YKMB) este un aeroport din Queensland, Australia.
Situat la o altitudine de 4 m, aeroportul dispune de o singură pistă. Este operat de Shire of Carpentaria⁠(d).